# Johann Reinhard Ziegler
Johann Reinhard Ziegler, oft auch Johann Erhard Ziegler (* 8. Mai 1569 in Edenkoben, Rheinpfalz; † 24. Juli 1636 in Mainz) war ein Jesuitenpater, Mathematiker, Astronom und Architekt, Rektor der Universität Mainz, sowie einflussreicher Berater von drei Mainzer Kurfürsten.

## Leben und Wirken
Johann Reinhard Ziegler wurde im vorderpfälzischen Edenkoben geboren und konvertierte vom Calvinismus zum katholischen Glauben. 1588 trat er in den Jesuitenorden ein, studierte Mathematik, später auch Philosophie und Theologie. Den philosophischen Magistergrad erwarb er 1590 in Würzburg, bei dem Jesuitenprofessor Johann Mulhusinus (1560–1609), zusammen mit dem späteren Speyerer Weihbischof Johann Streck (1571–1623) aus Undenheim.

Danach amtierte Pater Ziegler als Rektor der Jesuitenkollegien zu Aschaffenburg und Mainz. An der Universität Mainz lehrte er schließlich als Professor in den genannten Fächern und bekleidete auch das Amt des Rektors. Mit dem Astronomen Johannes Kepler unterhielt er einen freundschaftlich-wissenschaftlichen Briefwechsel und er arbeitete eng mit Adriaan van Roomen in Würzburg zusammen, den er auch bei der Herausgabe mathematischer und astronomischer Schriften unterstützte. Ziegler war befreundet mit seinem Ordensbruder, dem Mathematiker Christophorus Clavius und besorgte in Mainz 1611/12 die Herausgabe dessen fünfbändigen Werkes „Opera Mathematica“. Der Jesuitengelehrte Athanasius Kircher war ein Schüler von Johann Reinhard Ziegler. Pater Kircher erfand unter anderem das „Pantometrum Kircherianum“, ein universales Messinstrument, zu dem er nach eigenen Aussagen durch Johann Reinhard Ziegler inspiriert wurde. Der Jesuit Caspar Schott, wiederum ein Schüler Kirchers, schreibt 1660 im Vorwort zu seinem Werk über das „Pantometrum Kircherianum“:

„Den Anstoß aber zu der Erfindung dieses Instrumentes gab dem vorher genannten Pater Athanasius, wie er … selbst bekennt, der Pater Johann Reinhard Ziglerius, aus unserer Gesellschaft, ein Mann von höchster Bildung auf allen Gebieten und seltener praktischer Erfahrung, des ersteren wegen außerordentlich berühmt.“

Johann Reinhard Ziegler fungierte von 1612 bis zu seinem Tode in Mainz als Beichtvater und Vertrauter der drei Kurfürsten Johann Schweikhard von Cronberg, Georg Friedrich von Greiffenclau zu Vollrads und Anselm Casimir Wambolt von Umstadt. Letzterer war selbst ein calvinistischer Konvertit und stammte – ebenso wie Ziegler – aus dem Fürstbistum Speyer. Für Kurfürst und Erzbischof Johann Schweikhard von Cronberg verfasste Ziegler 1626 die Trauerpredigt, die auch im Druck erschien.
Öfter wirkte Pater Ziegler als Gesandter der katholischen deutschen Fürsten, so 1634 bei Papst Urban VIII. in Rom. Durch die Freundschaft mit dem Berater und Beichtvater des Kaisers, Pater Wilhelm Lamormaini, verfügte Johann Reinhard Ziegler auch über gute Verbindungen zum Kaiserhof in Wien. Mit dem Apostolischen Nuntius in Köln, Pier Luigi Carafa, stand Pater Ziegler in permanentem Kontakt.
Pater Johann Reinhard Ziegler S.J. gehörte zu den einflussreichsten und geistvollsten Persönlichkeiten seiner Zeitepoche in Deutschland. Ein Nekrolog bezeichnete ihn als „ausgezeichneten Mathematiker und Architekten“.
Zeitweise publizierte Pater Ziegler unter dem Pseudonym „Joanni Oedikhovio Nemeto“, wobei „Oedikhovio“ wohl vom Geburtsort Edenkoben und „Nemeto“ vom alten römischen Namen Speyers (Nemetum) abgeleitet ist.

## Weblink
- Abhandlung der Universität Würzburg über Athanasius Kircher und sein „Pantometrum“, Kapitel 5 (PDF; 2,1 MB) mit mehreren Anmerkungen über Johann Reinhard Ziegler